# Batalha do Tâmisa
A Batalha do Tâmisa foi travada entre as forças invasoras do Império Romano, lideradas pelo general Aulo Pláucio, e os britanos em 43 às margens do rio Tâmisa no contexto da conquista romana da Britânia pelo imperador Cláudio.

## Contexto
Em 43, Cláudio, numa campanha de expansão dos domínios do Império Romano, liderou uma invasão da Britânia à frente de quatro legiões. O pretexto utilizado foi ajudar Verica, o rei dos atrebates e aliado de Roma, que havia sido deposto pelos catuvelaunos. Depois da Batalha do Medway, as tropas romanas conseguiram obrigar um recuo das forças britânicas até as margens do rio Tâmisa, onde ficavam seus principais fortes. Aproveitando seu profundo conhecimento do terreno, os britanos conseguiram provocar muitas baixas entre os romanos, que se dividiram em duas forças para tentar cercá-los.

## Batalha
Uma destas forças, liderada por Aulo Pláucio, atacou as forças de Togodumno, o filho mais velho do antigo rei dos catuvelaunos, Cunobelino, que acabou derrotado e morto. A segunda construiu uma ponte para atravessar o rio e enfrentar as forças que marchavam para vingar a morte do rei, obrigando Carataco, irmão de Togodumno, que fugiu e buscou refúgio entre os ordovicos e siluros, que habitavam no território do moderno País de Gales. Pláucio chegou a pedir reforços ao imperador Cláudio para acabar com as forças britanas, mas ele preferiu receber a rendição dos reis locais depois de capturar Camuloduno.

## Consequências
Para evitar novas revoltas, as legiões do Tâmisa construíram diversas fortificações na região. Cláudio estabeleceu uma nova província nos territórios conquistados e determinou que Aulo Pláucio seria o primeiro governador com a missão de estabelecer relações com os povos fora do controle romano. Em 47, Pláucio foi substituído por Públio Ostório Escápula. Porém, a paz só se estabeleceu de forma mais definitiva depois que Carataco foi entregue aos romanos pela rainha dos brigantes, Cartimândua, depois da derrota na Batalha de Caer Caradoc.